# Claudia Muschio
Claudia Muschio (Brescia, 15 luglio 1995) è un soprano italiano.

## Biografia
Ha iniziato gli studi al Conservatorio "Luca Marenzio" e li ha proseguiti al Conservatorio "G: Frescobaldi" di Ferrara, dove ha conseguito il Master col massimo dei voti e la lode. In seguito si è perfezionata all'Accademia Rossiniana di Pesaro frequentando master class tenute da Ernesto Palacio, Sonia Ganassi, Alfonso Antoniozzi e Juan Diego Florez.
Dopo il debutto come Pamina al Teatro di San Carlo nel 2017, ha partecipato al Rossini Opera Festival. L'anno seguente è stata ammessa all'Opernstudio della Staatsoper Stuttgart dove ha esordito come Barbarina ne Le nozze di Figaro per poi entrare a far parte dell'ensemble del teatro a partire dall'autunno del 2020. A Stoccarda ha interpretato con successo i ruoli di Zerlina, Morgana in Alcina di Händel, Susanna, Adina (cantata anche nel 2022 al Teatro Carlo Felice di Genova), Nannetta in Falstaff, Pamina in Die Zauberflöte e la parte di soprano in La Fest, spettacolo teatrale con musiche di autori barocchi. Nell'estate 2024 ha interpretato per la prima volta nella sua carriera il ruolo di Amina in La sonnambulasempre alla Staatsoper Stuttgart e lo ha successivamente cantato al New National Theatre Tokyo